# Słodkie życie (serial telewizyjny)
Słodkie życie – polski serial komediowy (sitcom) w reżyserii Mirosława Borka.
Pierwsze dwa odcinki pilotowe serialu zostały wyemitowane 1 i 6 stycznia 2014, natomiast regularna emisja całej serii, składającej się z 13 odcinków, ruszyła 2 marca 2014 na antenie TVP1. Serial był realizowany z udziałem widzów.

## Fabuła
Akcja serialu rozgrywa się w cukierni zwanej „Słodkie życie”, znajdującej się na Choszczówce. Opowiada o perypetiach właścicieli cukierni, borykającymi się z rozmaitymi problemami dnia codziennego. Tradycjonalista Janusz (Mikołaj Cieślak) prowadzi firmę wraz z ojcem Stanisławem (Jerzy Łapiński) oraz żoną Marzeną (Ewa Gorzelak). Poukładane życie rodziny zmienia się w momencie, gdy do jej domu wprowadza się Jurek (Robert Górski), który uciekł od swojej konkubiny Klary (Elżbieta Romanowska).

## Obsada
- Mikołaj Cieślak jako Janusz
- Jerzy Łapiński jako Stanisław, ojciec Janusza
- Ewa Gorzelak jako Marzena, żona Janusza
- Robert Górski jako Jurek, brat Marzeny
- Elżbieta Romanowska jako Klara, narzeczona Jurka
- Dorota Zięciowska jako Barbara, matka Marzeny
- Jakub Wróblewski jako Marcel, syn Marzeny i Janusza
- Arkadiusz Janiczek jako Uwe, sąsiad Marzeny i Janusza

## Spis odcinków
| Numer | Data emisji           | Tytuł                 |
| ----- | --------------------- | --------------------- |
| 1     | 01.01.2014 02.03.2014 | Tłusty czwartek       |
| 2     | 06.01.2014 16.03.2014 | Eurofriends           |
| 3     | 09.03.2014            | Jak zdobyć dziewczynę |
| 4     | 23.03.2014            | Poszukiwany           |
| 5     | 30.03.2014            | Sąsiedzi              |
| 6     | 06.04.2014            | Męska choroba         |
| 7     | 13.04.2014            | Wolna chata           |
| 8     | 20.04.2014            | Prawdziwy wzór        |
| 9     | 27.04.2014            | Alimenty              |
| 10    | 04.05.2014            | Psychoanaliza         |
| 11    | 11.05.2014            | Teleturniej           |
| 12    | 18.05.2014            | Konkury               |
| 13    | 25.05.2014            | Casting               |